# Sébastien Loeb Rally Evo
Sébastien Loeb Rally Evo é um videojogo de corrida, simulador de rally, produzido e publicado pela empresa italiana Milestone, que já tinha lançado anteriormente a série oficial WRC. Foi lançado a 29 de janeiro de 2016 para Microsoft Windows, PlayStation 4 e Xbox One.

## Características
Criado em colaboração com o campeão mundial de rallys Sébastien Loeb, Sébastien Loeb Rally Evo inclui mais de 300km de pistas reais, 8 rallys, 64 etapas especiais e 5 circuitos de Rallycross, a corrida de montanha Pikes Peak, 16 construtores de automóveis e 58 modelos de carros.
Para além do modo carreira o jogo dá a possibilidade de seguir alguns dos momentos altos da carreira profissional de Loeb. Apesar disso, o jogo não tem qualquer conteúdo relacionado com Loeb sobre o Rali Dakar, o World Touring Car Championship e as 24 Hours of Le Mans.

## Recepção
Sébastien Loeb Rally Evo teve uma recepção variada por parte dos críticos. O site de análises agregadas Metacritic, deu à versão PlayStation 4 a pontuação de 74/100, o que indica "análises mistas ou médias".
Vítor Alexandre para o Eurogamer refere que "Sébastien Loeb Rally Evo tem o melhor e o pior. Ficámos agradados com a quantidade de conteúdos, modos de jogo, rigor no desenho das especiais, como se toda a envolvente dos ralis estivesse lá, para depois nos deixar um sabor a desilusão no tocante à condução e uma produção gráfica que apesar de boa ainda não está isenta de falhas, claramente os maiores obstáculos ao sucesso do jogo. Sem a consistência e coesão que encontramos noutras produções do mesmo género, ainda não é desta que a Milestone consegue chegar à frente da concorrência."
A versão PlayStation 4 estreou-se na 19ª posição das tabelas de vendas do Reino Unido.